# Sara Champion
Sara Champion (11 de noviembre de 1946 - 14 de mayo de 2000) fue una arqueóloga británica investigadora de la Edad del Hierro así como defensora del papel y la visibilidad de las mujeres en la arqueología. Fue editora de PAST, boletín de The Prehistoric Society, desde 1997 hasta su fallecimiento en 2000. Esta sociedad organiza anualmente la Conferencia Conmemorativa Sara Champion en su honor.

## Primeros años y educación
Nacida como Sara Hermon, es la segunda de cuatro hijos. Su familia vivió en Kenia y Tanzania (conocida entonces como Tanganica) durante seis años de su infancia. Más tarde, asistió a la escuela en Benenden. Después, estudió arqueología en la Universidad de Edimburgo, donde obtuvo una maestría bajo la dirección de Stuart Piggott. En 1968, se trasladó al St Hugh's College, en Oxford, donde realizó un doctorado con la supervisión de Christopher Hawkes, enfocándose en la temprana Edad del Hierro en Europa.

## Trabajo académico y arqueológico
Sara realizó sus estudios en la Universidad de Southampton. También impartió clases en el departamento de arqueología y enseñó en los cursos de Educación para Adultos y Educación Continua. Además, trabajó para English Heritage, supervisando el mantenimiento y la preservación de los monumentos históricos en Hampshire y Dorset. Champion reconoció el potencial de internet para la arqueología y ofreció conferencias y escribió artículos sobre la aplicación de recursos en línea para su enseñanza, así como sobre arqueología digital. Otro de sus intereses de investigación fue la visibilidad de las mujeres en ese campo. Seis años después de su fallecimiento, una sala de seminarios en el edificio Crawford, la nueva sede del departamento de arqueología de la universidad, fue nombrada en su honor.

## Vida personal
Sara conoció a Timothy Champion, presidente del Royal Archaeological Institute y The Prehistoric Society, mientras estudiaba en Oxford. Se casaron en 1970 en la iglesia de St. Paul en Knightsbridge. En 1972, se mudaron a Southampton, donde nacieron sus hijos: Edward a mediados de los años 70 y William, baterista de Coldplay, en 1978. Le apasionaba la música, participaba como DJ en reuniones sociales de arqueología y formó parte del Coro Filarmónico de Southampton. Falleció de cáncer en mayo de 2000. Coldplay, la banda de su hijo Will, dedicó su álbum debut Parachutes a su memoria tras su lanzamiento en julio de ese año.